# Laura Zuccheri
Laura Zuccheri (Budrio, Bolonia, Italia, 4 de octubre de 1971) es una dibujante de cómic, ilustradora y pintora italiana. 

## Biografía
Hija del exjugador y entrenador de baloncesto Ettore Zuccheri, debutó en 1992 en la revista Ken Parker Magazine de Giancarlo Berardi e Ivo Milazzo, que en 1993 fue adquirida por la editorial Bonelli. En 1994 dibujó, junto al colega Pasquale Frisenda, la aventura del wéstern Ken Parker titulada "I condannati", con guion de Giancarlo Berardi y Maurizio Mantero. En 1996 realizó "Hardware", una historieta publicada en Zona X. El año siguiente entró en el equipo de la historieta policíaca Julia - Las aventuras de una criminóloga, creada por Giancarlo Berardi.
En 2006 empezó su colaboración con la escritora francesa Sylviane Corgiat dibujando Épées de verre, cómic de género fantástico-medieval compuesta por cuatro álbumes, publicados en 2009 por Humanoides Asociados. Para la editorial francesa realizó también la historieta de ciencia ficción Retour sur Belzagor, con guion de Philippe Thirault (2017).
Posteriormente se dedicó a realizar un álbum especial de Tex, publicado en 2019, siendo la primera mujer en dibujar este popular cómic del Oeste italiano.